# Willy van Ryckeghem
Willy van Ryckeghem (Gante, 15 de janeiro de 1935) é um economista belga e um dos protagonistas do movimento internacional de consumidores desde sua origem em 1960. Foi co-fundador e Presidente da Associaçao Belga de Consumidores - Test-Achats. Foi Presidente da Consumers International de 1975 à 1978, e Membro do seu Conselho Diretor até 1984. Acompanhou ativamente a Associaçao Brasileira de Defesa do Consumidor - Pro Teste desde sua criação em 2001 ate 2016. Defendeu a opiniao que o movimento de consumidores deveria funcionar como uma empresa multinacional para enfrentar as multinacionais dos produtores. 
Foi defensor duma estratégia de necessidades basicas como estratégia de desenvolvimento e de combate ao desemprego. Neste contexto, foi convidado pela OIT em 1976 para chefiar uma missão de emprego em Portugal. Coordenou depois a preparaçao do estudo Employment and Basic Needs in Portugal publicado pela OIT em 1979, que recomendou ao governo portugues da época a implementaçao duma estratégia de necessidades basicas. Este estudo comprovou que os efeitos multiplicadores de tal estratégia são significativos em termos de criação de emprego.
A partir de 1982 atuou no Departamento de Desenvolvimento Económico e Social do Banco Interamericano de Desenvolvimento (BID) em Washington, onde coordenou a publicaçao de vários informes anuais de Progresso Económico e Social de América Latina e o Caribe, entre os quais o de 1985 dedicado a Crise da Divida Externa de America Latina.
Em 2005 publicou o livro L'histoire de Test-Achats no qual conta a història das primeiras décadas do movimento internacional de consumidores (Editor Racine, Bruxelas, ISBN 2-87386-404-4). 
Se mudou para Madeira em 2016.